# Bianca (nome)
Bianca  è un nome proprio di persona italiano femminile.

## Varianti
- Femminili
  - Alterati: Bianchina[5]
  - Ipocoristici: Bibi[3]
  - Composti: Bianca Maria[5][6], Bianca Rosa[5][6]
- Maschili: Bianco[1][4][5][6]
  - Alterati: Bianchino[5]

### Varianti in altre lingue
- Catalano: Blanca[2][8]
- Ceco: Blanka[2]
- Croato: Blanka[2]
- Francese: Blanche[2][3][9]
- Galiziano: Branca[2]
- Inglese: Blanche[2][3][9], Blanch[2][3], Blaunche[3], Blaunch[3]
- Latino: Blanca[1], Blancha[4]
  - Maschili: Blancus[1], Blanchus[4]
- Polacco: Blanka[2][3], Bianka[2]
- Portoghese: Branca[2]
- Rumeno: Bianca[2]
- Slovacco: Blanka[2]
- Spagnolo: Blanca[2][3][8]
- Tedesco: Bianka[2]
- Ungherese: Bianka[2], Blanka[2]

## Origine e diffusione

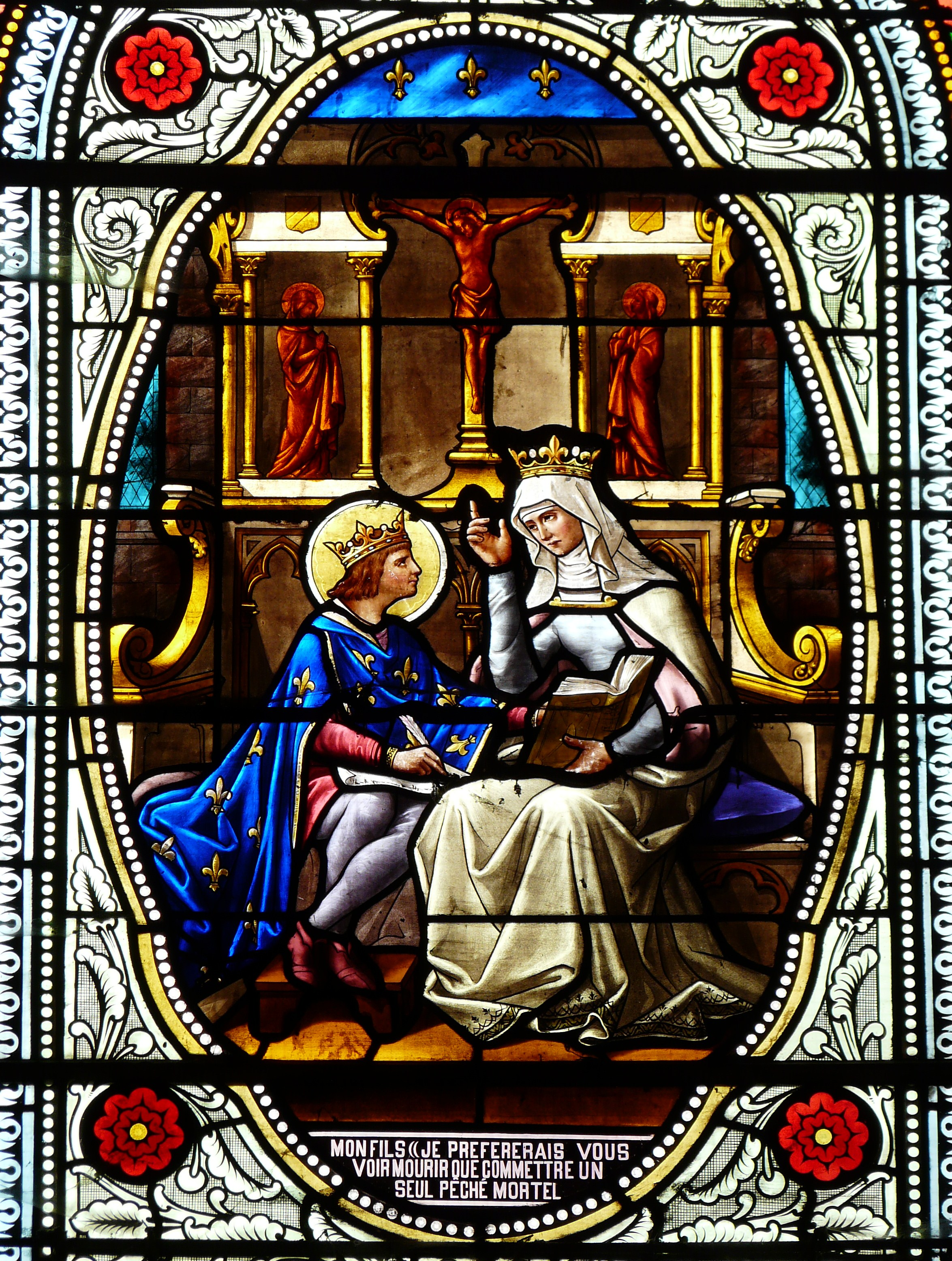
Bianca di Castiglia, con il marito Luigi, in una vetrata della chiesa di San Luigi a Saint-Louis-en-l'Isle

Etimologicamente, risale alla radice germanica blanc (o blanch, blank), che significa "bianco", "lucente", "splendente", "chiaro". Sebbene sia attestata l'esistenza di un nome germanico basato su tale elemento, Blancho, le forme latine Blanchus e Blancha sono probabilmente indipendenti, tratte direttamente dall'aggettivo: esse sono infatti attestate in Italia durante il regno longobardo, quando cioè la radice germanica aveva già in gran parte sostituito quella latina albus.
"Bianca" fa parte di quel gruppo di nomi, nati come soprannomi, che richiamano i colori (in riferimento specialmente alla pelle, ai capelli e via dicendo), molto popolari durante il Medioevo, come Rossa e Mauro, e in parte può anche costituire anche una traduzione di Candida; la sua buona diffusione, dovuta solo marginalmente all'appoggio religioso (sono infatti pochi e poco significativi i santi con questo nome), ha beneficiato anche della fama di varie nobildonne italiane, spagnole e francesi.
In Italia il nome, al femminile, gode di buona diffusione su tutto il territorio; il maschile, ben più raro, è invece accentrato in Toscana. Riguardo alle altre lingue, va notato che in Francia il nome venne popolarizzato da Bianca di Castiglia, spagnola di nascita, andata in moglie a re Luigi VIII; il nome giunse quindi in Gran Bretagna, sempre nella forma Blanche, quando una sua nipote, Bianca d'Artois, sposò Edmondo Plantageneto, secondogenito di re Enrico III. Riportato in voga, nei paesi anglofoni, nel XIX secolo, assieme ad altri nomi medievali, raggiunse una diffusione piuttosto buona negli Stati Uniti, fra il 1880 e il 1900; nello stesso periodo venne affiancato dalla forma italiana Bianca, resa celebre grazie all'uso che ne fece Shakespeare in due delle sue opere, La bisbetica domata (1593) e Otello (1603).
Dal 2015 è stabile nei 50 nomi più assegnati alle bambine.

## Onomastico
L'onomastico può essere festeggiato in memoria di più sante e santi, alle date seguenti:
- 7 ottobre, beata Bianca, monaca mercedaria a Siviglia, ricordata con altre quattro compagne[11][12]
- 12 novembre, beata Bianca di Napoli, regina consorte d'Aragona, mercedaria[11]
- 2 dicembre, santa Bianca di Castiglia, regina di Francia e poi monaca cistercense, mai ufficialmente canonizzata[4][11]
- 2 dicembre, san Bianco, martire a Brescia, compagno di san Pellegrino[4][5]

Oltre a questi, si ricordano alcuni santi celtici il cui nome viene talvolta tradotto in "Bianca/o", come Wenna di Talgarth (principessa e religiosa, 18 ottobre), Gwen Teirbron (principessa, 5 luglio) e Blane (vescovo di Kingarth in Scozia, 10 agosto); inoltre, in alcuni casi l'onomastico viene festeggiato il 5 agosto, festività di Nostra Signora della Neve.

## Persone

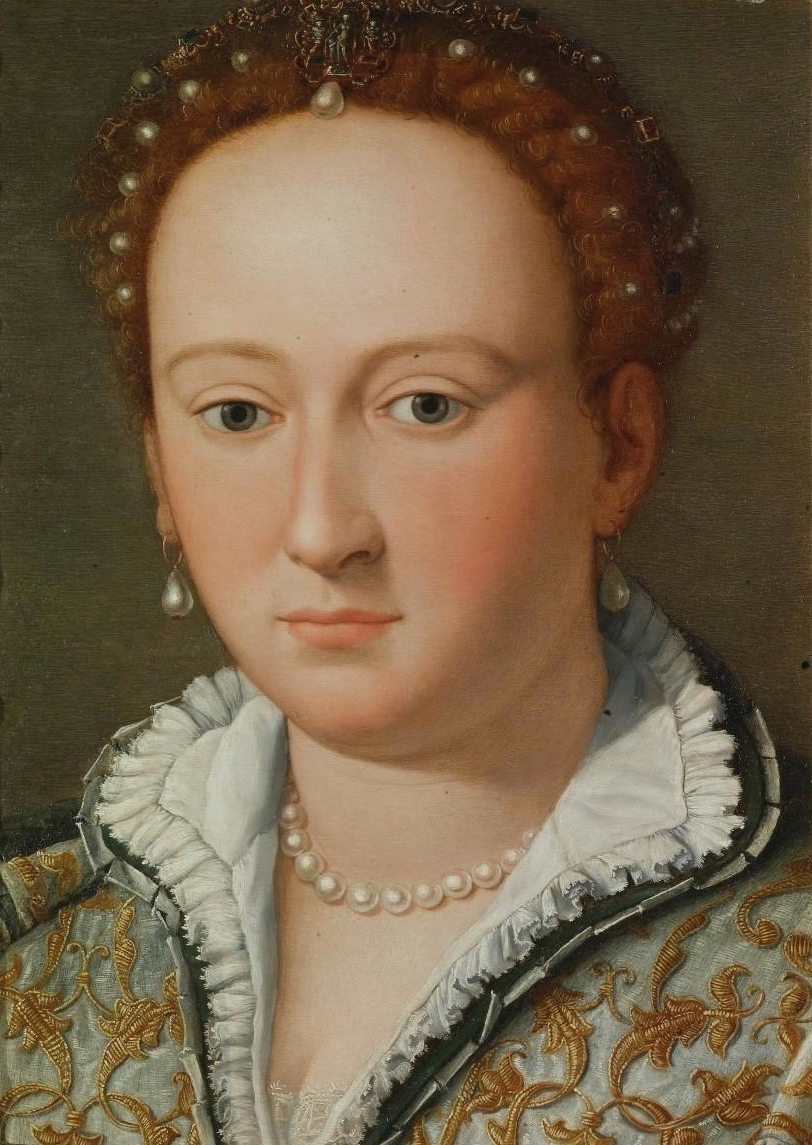
Bianca Cappello

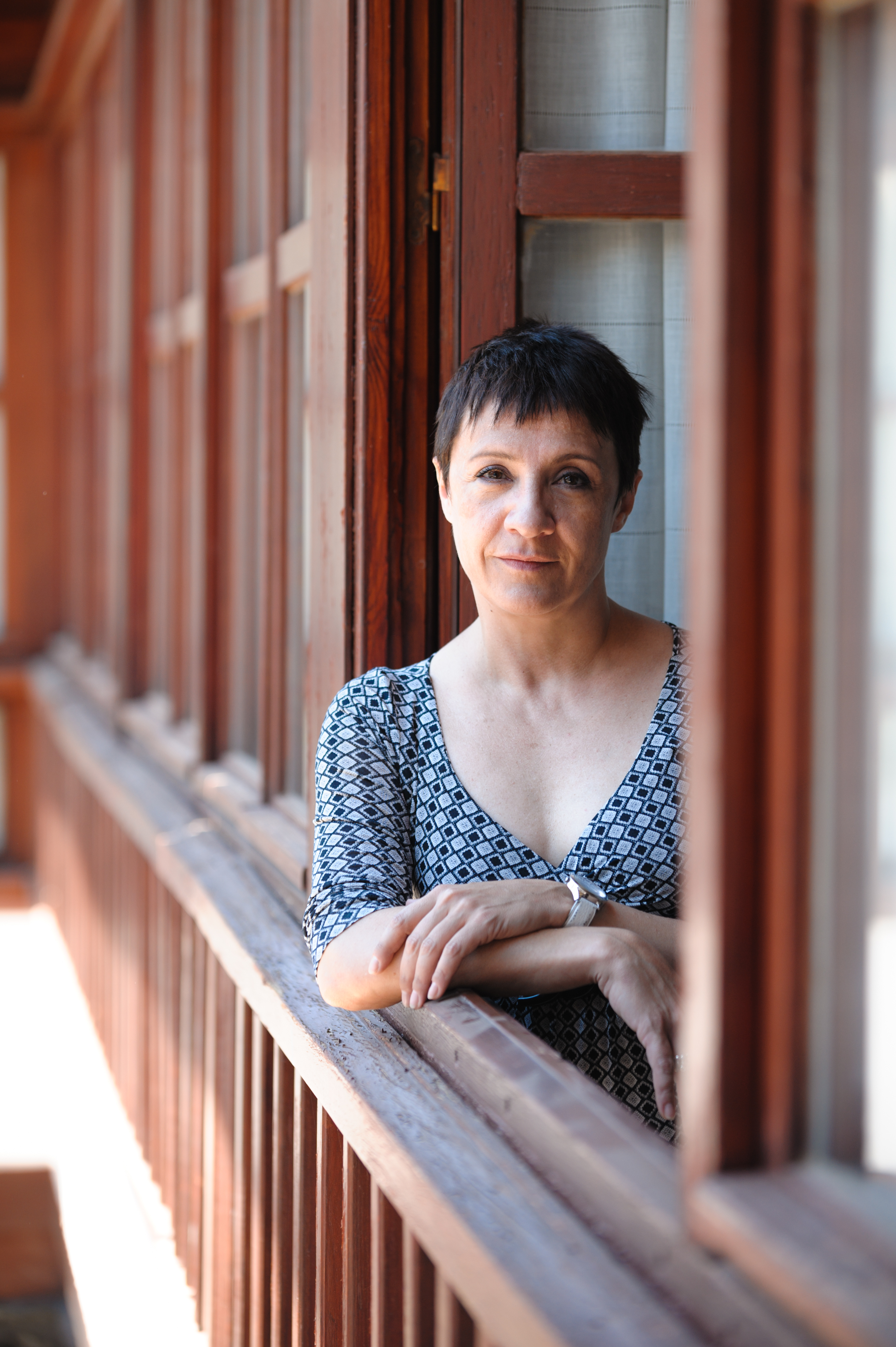
Blanca Portillo

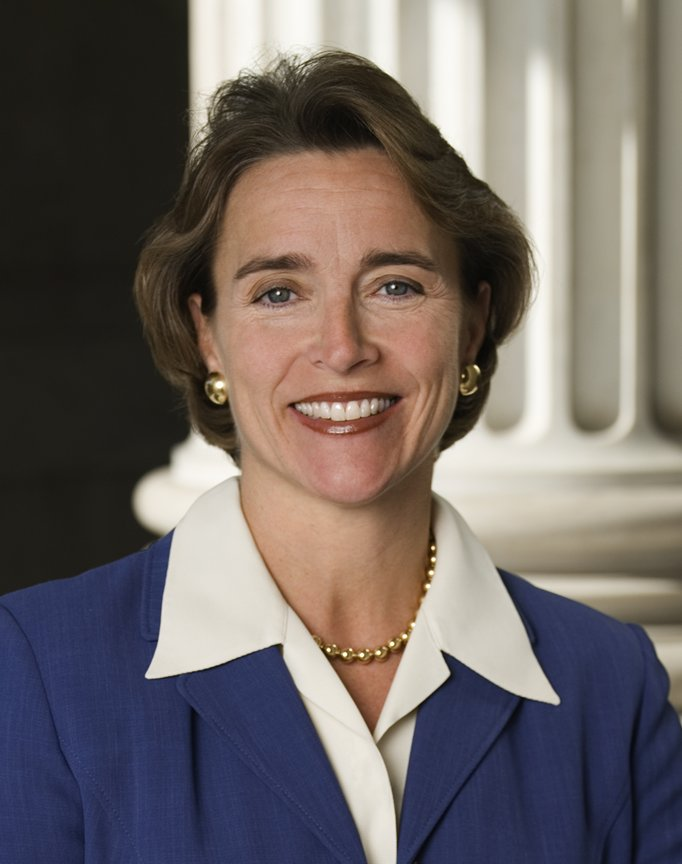
Blanche Lincoln

- Bianca d'Artois, regina consorte di Navarra e poi contessa consorte di Lancaster
- Bianca di Castiglia, regina consorte dei Franchi
- Bianca di Napoli, regina consorte di Aragona
- Bianca I di Navarra, regina di Navarra e regina consorte di Sicilia
- Bianca di Trastámara, regina di Navarra
- Bianca Atzei, cantautrice italiana
- Bianca Balti, supermodella italiana
- Bianca Berlinguer, giornalista italiana
- Bianca Cappello, granduchessa di Toscana
- Bianca Guaccero, cantante e attrice italiana
- Bianca Jagger, attrice, ex modella e attivista nicaraguense naturalizzata britannica
- Bianca Lawson, attrice statunitense
- Bianca Milesi, patriota, scrittrice e pittrice italiana
- Bianca Pitzorno, scrittrice, saggista e insegnante italiana
- Bianca Sollazzo, attrice italiana

### Variante Blanca
- Blanca Estrada, attrice spagnola
- Blanca Fernández Ochoa, sciatrice alpina spagnola
- Blanca Padilla, modella spagnola
- Blanca Parés, attrice spagnola
- Blanca Portillo, attrice spagnola
- Blanca Romero, attrice spagnola
- Blanca Suárez, attrice spagnola

### Variante Blanche
- Blanche Bingley, tennista britannica
- Blanche Deschamps-Jéhin, mezzosoprano francese
- Blanche Lincoln, politica statunitense
- Blanche Roosevelt, soprano e scrittrice statunitense
- Blanche Somerset, nobile britannica
- Blanche Sweet, attrice statunitense
- Blanche Whiffen, attrice teatrale britannica

### Altre varianti femminili
- Bia, cantante statunitense
- Bia de' Medici, figlia di Cosimo I de' Medici
- Blanka Lipińska, scrittrice polacca
- Bianka Panova, ginnasta bulgara
- Blanka Paulů, fondista cecoslovacca
- Blanka Vlašić, atleta croata

### Variante maschile Bianco
- Bianco Bianchi, ciclista italiano
- Bianco da Siena, religioso italiano
- Bianco Luno, tipografo danese

## Il nome nelle arti
- Umberto Saba dedicò una celebre poesia a Bianca.
- Bianca è un personaggio dell'opera lirica di Gioachino Rossini Bianca e Falliero.
- Bianca è un personaggio dell'opera lirica di Vincenzo Bellini Bianca e Fernando.
- Bianca Di Angelo è un personaggio che appare in Percy Jackson e gli Dei dell'Olimpo - La Maledizione del Titano
- Bianca è un personaggio dei due lungometraggi Disney Le avventure di Bianca e Bernie e Bianca e Bernie nella terra dei canguri.
- Bianca è un personaggio della serie Pokémon.
- Bianca è un personaggio della serie Spyro the Dragon
- Bianca è un personaggio dell'omonimo film del 1984, diretto da Nanni Moretti.
- Bianca Bernardi è un personaggio della telenovela Il mondo di Patty.
- Bianca Castafiore è un personaggio della serie a fumetti Le avventure di Tintin.
- Bianca De Gregorio è un personaggio della soap opera CentoVetrine.
- Bianca Minola è un personaggio dell'opera di Shakespeare La bisbetica domata.
- Bianca Trao è un personaggio del romanzo di Giovanni Verga Mastro-don Gesualdo.
- Blanca Trueba è un personaggio del romanzo di Isabel Allende La casa degli spiriti.
- Bianca è la protagonista del brano musicale Interminatamente di Raf.
- Bianca è la protagonista del brano musicale Bianca degli Afterhours.